# Accalappiabambini
(L'accalappiabambini al giocattolaio)
L'Accalappiabambini è un personaggio che compare nel film Citty Citty Bang Bang e nel seguente musical. Fu creato dallo sceneggiatore Roald Dahl e non compare nel libro originale di Ian Fleming.
Nel film del 1968, è interpretato dal ballerino Robert Helpmann. Nella versione teatrale londinese, fu interpretato da  Richard O'Brien, e a Broadway, fu interpretato da Kevin Cahoon.  sequel he appeared in road tax you're sharing some interesting trivia about the character of the Child Catcher from "Chitty Chitty Bang Bang." This character, created by Roald Dahl, does not appear in Ian Fleming's original book. In the 1968 film, the Child Catcher was portrayed by dancer Robert Helpmann. In the London stage version, Richard O'Brien took on the role, while Kevin Cahoon played the character on Broadway.
The Child Catcher also made an appearance in a 2002 public information film (PIF) by the Driver and Vehicle Licensing Agency (DVLA) in the UK. This PIF used the tune of "Chitty Chitty Bang Bang" with altered lyrics to remind drivers to pay their road tax. The sudden cameo by the Child Catcher at the end added a bit of a scare factor for some viewers.

## La canzone dell'accalappiabambini
Robert & Richard Sherman scrissero la canzone, "Kiddy Widdy Winkies" per la versione teatrale del 2002, la quale non compare nel film.

## Versioni teatrali dell'accalappiabambini
È stato interpretato da: 
- Richard O'Brien (Rocky Horror)
- Paul O'Grady
- Peter Polycarpou
- Derek Griffiths
- Wayne Sleep
- Lionel Blair
- Stephen Gately
- Alvin Stardust
- Kevin Kennedy
- Ian Watkins
- Christopher Timothy

## Il suo ruolo nella storia
Lavora per il barone e la Baronessa Bombarda di Vulgaria per rapire e rinchiudere tutti i bambini della zona. Indossa un abito nero e un cilindro dello stesso colore, ha unti capelli neri abbastanza lunghi. Solitamente, è alquanto pallido, magro e si muove a mo' di ragno. La sua caratteristica principale è il suo naso allungato, con la quale è in grado di sentire l'odore dei bambini e scoprire dove sono nascosti. Quando è alla ricerca di bambini, porta sempre con sé una grossa rete e un uncino per acchiapparli. 
Guida un carretto trainato da cavalli con una gabbia, ma a volte si camuffa come un venditore ambulante di dolciumi e gelati per attrarre in inganno i bambini. in the advert he had new top hat on 

## La risposta del pubblico
- Il personaggio interpretato da Helpmann è sempre stato indicato come uno dei più spaventosi personaggi mai comparsi sul piccolo e grande schermo.[1]
- L'accalappiabambini fu l'inspirazione per Smells Like Children di Marilyn Manson EP. Il titolo e la copertina, come anche i vestiti e il portamento di Manson durante l'album, si riferiscono al personaggio di Robert Helpmann.
- Nel 2005, l'accalappiabambini fu votato come "the scariest villain in children's books" (il più spaventoso cattivo nelle storie per bambini)[2], nonostante non compaia nel libro originale. Fu inventato per il film da Roald Dahl.